# Syndicat national des artistes professionnels
Pour les articles homonymes, voir Snap.
Le Syndicat National des Artistes Professionnels (SNAP) est un syndicat professionnel fondé en 1951. Pendant un temps, Georges de Marco en est le président. 
Il descerne chaque année le prix « Signatures », créé par Jean-André Rousseau, et publie[Quand ?] un magazine appelé la Gazette. 